# Artūras Milaknis
Artūras Milaknis (Vilnius, 16 de junho de 1986) é um basquetebolista lituano que atualmente joga pelo Unics Kazan. Possui 1,95m e pesa 90kg atuando na posição Armador.